# ديكي بوست
ديكي بوست (بالإنجليزية: Dickie Post)‏ هو لاعب كرة قدم أمريكية أمريكي، ولد في 27 سبتمبر 1945 في سان بدروس ‏ في الولايات المتحدة.

## وصلات خارجية
- ديكي بوست على موقع مرجع كرة القدم المحترفة.كوم (الإنجليزية)